# Бизым йол (журнал)
«Бизы́м йол» (з карї. — «Наш шлях») — єдиний караїмський журнал радянського часу, орган Кримського об'єднання караїмських громад, перший і водночас останній номер якого вийшов 1927 року в Сімферополі.
Випуск журналу символізував собою «загальну одностайну радість трудящих караїмів, які вітають переможну ходу Російської революції».

## Історія
Заснований 1927 року під егідою Кримського об'єднання караїмських громад (КримОКО) — національно-культурної організації світської спрямованості, створеної в лютому 1924 року. У публікаціях журналу підкреслювалися мовна, історична і культурна спільність між караїмами та кримськими татарами, прихильність караїмів радянському устрою, заперечення «буржуазного» минулого. Також опубліковані статистичні дані про чисельність караїмського населення та кількості караїмських шкіл в Криму.
Матеріал «З'їзди та конференції» містять звіти про Перший Всекримський з'їзд караїмських громад 1-3 червня 1924 року, Першу Всесоюзну конференцію караїмських громад 10-15 листопада 1924 року, Другий Всекримський з'їзд караїмських громад 21 березня 1926 року. Делегатами Другого з'їзду КримОКО прийнято рішення звернутися до Академічної наради Наркомосу Криму для роз'яснення, яку мову вважати караїмів рідною — давньоєврейську, на якому написана практично вся караїмська література, або тюрко-татарську — мову внутрішньоетнічного спілкування .

Деякі статті М. С. Синані, Я. Б. Аваха та Я. Б. Шамашем підкреслювалась спорідненість караїмів до кримських татар. Я. Б. Шамаш в статті «Разговорный язык крымских караимов и новый (латинизированный) тюрко-татарский алфавит» («Розмовна мова кримських караїмів та нова (латинізована) тюрко-татарська абетка» писав: 
Якщо ми, караїми, бажаємо зберегти своє національне обличчя, якщо ми, караїми, бажаємо самовизначитися, як інші національні меншини, а це найактуальніше для нас, саме невідкладне зараз завдання, то ми повинні відновити свою рідну мову — мову чагатайську, яку нині вживаємо нами, дуже близьку, майже однакову з татарською мовою.
З журналом співпрацювали такі видатні представники народної освіти та кримської науки, як Арон Катик, С. С. Єльяшевич, П. Я. Чепуріна, К. Б. Егіз.
Єдиним номер журналу нині є бібліографічною рідкістю.
У 1930 році луцький караїм Олександр Мардковіч вирішив заснувати журнал караїмською мовою під назвою «караїм. Бизьнин йолумуз» («Наша дорога»). Однак, дізнавшись, що в Криму розпочато випуск журналу зі схожою назвою («Бизым Йол»), Мардковіч, щоб уникнути плутанини, дає виданню іншу назву — «Karaj Awazy» («Караїмський голос»).

## Критика
В оцінці доктора філологічних наук, професорки Наталі Яблонської: 
«Бизым йол» — єдиний караїмський журнал Криму радянських часів — став свідченням водночас як певних досягнень плану «коренізації», так і причин його провалу: перш за все обмеженості спроб націоналізації рамками «єдиної пролетарської культури» й несумісності ідеї культурного і мовного національного різноманіття з уніфікацією як головним принципом тоталітаризму.